# Herbert Kaden
Herbert E. Kaden (* 1953) ist ein deutscher Jurist, Historiker, Archivar und Autor.

## Leben
Nach dem Studium der Rechtswissenschaften arbeitete Kaden zunächst als Justitiar. Ab 1989 wirkte er am Bergarchiv Freiberg, dessen Leitung er von 1994 bis 2000 innehatte. Nach einem weiteren Studium der Archivwissenschaften an der Humboldt-Universität zu Berlin legte er 1992 unter dem Thema Die Bergverwaltung des albertinischen Sachsen unter Herzog/Kurfürst Moritz zwischen 1542 und 1548 seine Abschlussarbeit zum Facharchivar vor. Während dieser Zeit engagierte sich Kaden maßgeblich für den Neubau eines Gebäudes für das Bergarchiv, das im Gebäude des wiedererrichteten Sächsischen Oberbergamtes in ungeeigneten und teilweise feuchten Räumlichkeiten untergebracht war. Ein Teil der Bestände wurde aus diesem Grunde in ein angemietetes Objekt im ehemaligen Verwaltungsgebäude der Versuchsstrecke Freiberg am Fuchsmühlenweg ausgelagert, in dem auch die zahlreichen Übernahmen aufgelöster DDR-Betriebe eingelagert wurden. Nach Abschluss des Wettbewerbes für einen Archivneubau auf dem Campus der TU Bergakademie Freiberg wurde das Projekt auf Grund von Sparmaßnahmen im Staatshaushalt zurückgestellt und schließlich verworfen. Ab 1998 lenkte Kaden die Arbeiten für die Sanierung der historischen Magazinräume im Objekt Kirchgasse 11 entsprechend der archivfachlichen Anforderungen, die zugleich auch mit einem erstmaligen Auszug aus den seit 1667 genutzten Magazinen verbunden war.
Nach einer kurzzeitigen Berufung ans Hauptstaatsarchiv Dresden übernahm Kaden noch im Jahre 2000 als Nachfolger von Hans Hofmann die Leitung des Universitätsarchivs der TU Bergakademie Freiberg. Diese Funktion übte er bis zum Dezember 2017 aus. Am 27. Juli 2010 promovierte er an der Fakultät Kultur- und Sozialwissenschaften der FernUniversität Hagen zur Thematik Die Herausbildung des sächsischen Bergschulwesens. Eine archivalische Studie zur Entstehung und Entwicklung der Freiberger und obererzgebirgischen Bergschulen im letzten Drittel des 18. Jahrhunderts. Schwerpunkte seiner wissenschaftlichen Arbeit bilden die sächsische Bergverwaltung im 16. Jahrhundert, das Bergschulwesen in Sachsen sowie die osterzgebirgische Mundart. Er ist Mitglied des Freiberger Altertumsvereins.

## Publikationen (Auswahl)
Monografien
- Vom Hörer physikalischer, chemischer und mineralogischer Vorlesungen zum promovierten Juristen, Historiker und Archivar. Der ungewöhnliche Bildungsweg des Freiberger Bergakademisten Carl Eduard Vehse 1802–1870. TU Bergakademie Freiberg, Freiberg 2003 (8 Seiten).
- Professor für allgemeine Rechtskunde und Bergrecht, Bergamtsdirektor und Präsident der Oberrechnungskammer: Das Wirken des Freiberger Rechtsprofessors Georg Heinrich Wahle, 1854–1934. TU Bergakademie Freiberg, Freiberg 2004 (24 Seiten).
- Das Wirken des Freiberger Lehrers für Bergrecht Alexander Wilhelm Köhler. Universitätsarchiv der TU Bergakademie Freiberg, Freiberg 2008 (17 Seiten).
- Kammerherr und Berghauptmann Carl Wilhelm Benno von Heynitz. Universitätsarchiv der TU Bergakademie Freiberg, 2011 (24 Seiten).
- Harald Kraut, Günter Claußnitzer, Herbert Kaden, Albrecht Kirsche: Osterzgebirgische Mundarten. 800 Redewendungen und Zitate. H. Kraut, Chemnitz 2009. (134 Seiten).
- Otfried Wagenbreth, Norman Pohl, Herbert Kaden, Roland Volkmer: Die Technische Universität Bergakademie Freiberg und ihre Geschichte 1765-2008, 2., veränd. Aufl., Technische Universität Bergakademie Freiberg 2008, ISBN 978-3-86012-345-4 (345 Seiten).
- Das Sächsische Bergschulwesen. Entstehung, Entwicklung, Epilog (1776-1924). Böhlau Köln 2012. ISBN 978-3-412-20858-5.
- Johann Friedrich Lempe : Lehrer für „Bergpurschen“ und Professor für Mathematik, Physik und Bergmaschinenwesen an der Bergakademie Freiberg. Universitätsarchiv der TU Bergakademie Freiberg, Freiberg 2013. Historische Schriftenreihe des Universitätsarchivs Freiberg; H. 5 (32 Seiten).
- Die Prophezeiung : der Untergang des Bergbaus in Deutschneudorf; ein Mundartstück in fünf Akten. Marienberg, 2014, ISBN 978-3-9816919-1-7 (36 Seiten).
- Hartmut Schleiff, Roland Volkmer, Herbert Kaden: Catalogus Professorum Fribergensis : Professoren und Lehrer der TU Bergakademie Freiberg 1765 bis 2015. Freiberg, 2015, ISBN 978-3-86012-492-5 (579 Seiten).
- Ernst Wilhelm Just 1865-1945. Juristischer Rat am Bergamt Freiberg, Professor für Bergrecht und Allgemeine Rechtskunde sowie Ministerialdirektor im Sächsischen Finanzministerium. Freiberg, 2016. Historische Schriftenreihe des Universitätsarchivs Freiberg, Heft 9 (2016).

Zeitschriftenartikel/Beiträge
- Die Bergverwaltung des albertinischen Sachsen unter Herzog/Kurfürst Moritz zwischen 1542 und 1548. In: Mitteilungen des Freiberger Altertumsvereins. Bd. 72 (1992), S. 36–46
- Die Bergverwaltung Freibergs in der ersten Hälfte des 16. Jahrhunderts. In: Mitteilungen des Freiberger Altertumsvereins. Bd. 78 (1997), S. 25–31
- Der Beginn der Herausbildung einer mittleren Bergverwaltung im albertinischen Sachsen um die Mitte des 16. Jahrhunderts. (Humboldt-Universität, Abschlussarbeit) In: Mitteilungen des Freiberger Altertumsvereins. Bd. 93 (2003), S. 23–83
- Die Mundart des „Seiffener Winkels“. In: Mitteilungen des Freiberger Altertumsvereins. Bd. 94/95 (2004), S. 229–256
- Leipziger Teilung, Maastrichter und „Brüderlicher“ Vertrag und der Aufbau der Bergverwaltung im „Freiberger Ländchen“ in der 1. Hälfte des 16. Jahrhunderts. In: Yves Hoffmann, Uwe Richter (Hrsg.): Herzog Heinrich der Fromme (1473–1541). Sax, Beucha 2007, ISBN 978-3-86729-005-0, S. 147–181
- Ursachen und Folgen des Bauernaufstandes 1790 innerhalb der Grundherrschaft derer von Schönberg auf Purschenstein. In: Mitteilungen des Freiberger Altertumsvereins. Bd. 96 (2005), S. 61–116
- Prof. Dr. phil. habil. Karl Alfons Jurasky. In: Zeitschrift für Freunde und Förderer der TU Bergakademie Freiberg. Bd. 10 (2003), S. 63–65
- Die Leipziger Teilung. In: Vom Silber zum Silizium. Horb am Neckar, 2011, S. 52–54, ISBN 978-3-86595-431-2
- Die Bergakademie im 18. Jahrhundert. In: Vom Silber zum Silizium. Horb am Neckar, 2011, S. 111–113, ISBN 978-3-86595-431-2
- Zur »Erfindung« des Begriffes Nachhaltigkeit – eine Quellenanalyse. In: Sächsische Heimatblätter Jg. 58 (2012), Heft 4, S. 384–391 (grundlegende Auseinandersetzung mit dem Modebegriff „Nachhaltigkeit“)
- Eine „Rechtsweisung“ des Freiberger Bergamtsverwalters Hans Röhling nach Scharfenberg aus dem Jahr 1549. In: Mitteilungen des Freiberger Altertumsvereins. 107/2013, S. 69–87
- Zur Entwicklungsgeschichte der Freiberger Bergschule. In: Mitteilungen des Freiberger Altertumsvereins. 107/2013, S. 89–135
- Professoren der Bergakademie Freiberg im Freiberger Altertumsverein in der Zeit Heinrich Gerlachs und deren Wirksamkeit im Rahmen der „historischen Bildungsarbeit“. In: 150 Jahre Freiberger Altertumsverein 1860–2010 (= Mitteilungen des Freiberger Altertumsvereins, 104/2010, S. 67–80)
- Bergamtsrat Franz Heucke (1832–1910), Verfasser der „Beiträge zur Freiberger Bergbauchronik, die Jahre 1831–1900 umfassend“. In: 150 Jahre Freiberger Altertumsverein 1860–2010 (= Mitteilungen des Freiberger Altertumsvereins, 104/2010, S. 81–85)
- Christlieb Ehregott Gellert. Aspekte seiner Tätigkeit in Freiberg nach der Rückkehr aus Petersburg. In: Wolfgang Voigt (Hrsg.): Christlieb Ehregott Gellert zum 300. Geburtstag. Diachron-Verlag, Berlin, 2014, S. 77–96, ISBN 978-3-9816372-8-1
- Der Peitschenknall-Fall – Protokoll eines Disziplinarvergehens. In: Bergakademische Geschichten : aus der Historie der Bergakademie Freiberg erzählt anlässlich des 250. Jahrestages ihrer Gründung. Mitteldeutscher Verl. Halle (Saale), 2015, S. 59–78, ISBN 978-3-95462-410-2
- 150. Geburtstag Ernst Wilhelm Just. In: ACAMONTA – Zeitschrift für Freunde und Förderer der TU Bergakademie Freiberg, 22/2015, S. 168–169

Sonstiges
- Seiffen im Landkreis Freiberg – Wahrheit oder Legende? : eine historische Analyse. TU Bergakademie Freiberg, 2007 (Faltblatt)
- Der Weg zur Schwartenberggemeinde – eine historische Analyse : Seiffen – Teil des Naturraumes und der Kulturlandschaft Osterzgebirge. TU Bergakademie Freiberg, 2011 (Faltblatt)